# Matheus Pereira (futbolista nacido en 1998)
Matheus Pereira da Silva (São Paulo, Brasil, 25 de febrero de 1998), conocido solo como Matheus Pereira, es un futbolista brasileño que juega como centrocampista y su equipo es la S. D. Eibar de la Segunda División de España.

## Trayectoria
En 2008 ingresó a la categoría sub-11 del Corinthians. Tres años después, en la sub-13, ganó la Copa Paulista y la Copa Ouro.
Puede jugar de interior y, por su regate y llegada al arco rival, de centrocampista ofensivo o extremo.
A principios de 2013, ganó las amistosos de la Copa da Amizade Brasil-Japão y Lion City Cup, y en este último torneo fue elegido Mejor jugador.
En las primeras semanas de 2015, por decisión del presidente Andrés Sanchez, lo ascendieron al primer equipo. En los siguientes cinco meses jugó un solo partido, contra Cruzeiro en el campeonato nacional. Entretanto, ganó la Copa de Brasil en la categoría sub-17.
Ese año, disputó el Mundial Sub-17 de Clubes en España. Su primer partido fue el 24 de mayo contra Atlético Madrid, en una derrota por 3 a 0. El segundo partido fue contra Atlético Nacional, en el que ganaron por 3 a 1. Clasificaron a los cuartos de final, se enfrentaron a Santos Laguna y ganaron por 1 a 0. En la semifinal se enfrentaron al F. C. Barcelona, y Pereira anotó un gol al minuto 46 y selló la victoria por 3 a 0. En la final, jugaron nuevamente con Atlético Nacional y lo vencieron por 3 a 0. Pereira fue elegido el mejor jugador del torneo.
El 7 de octubre fue distinguido por The Guardian como uno de los mejores cincuenta futbolistas del mundo, de la categoría 1998. Ese año, ganó el campeonato nacional.
En 2016 fue finalista de la Copa São Paulo, donde le anotó un gol a Flamengo pero falló su disparo en la tanda de penales. El coordinador del club, Alessandro Mori Nunes, lo comparó con Alexandre Pato, y Tite no lo volvió a convocar. En junio, después de no tener oportunidades en el primer equipo, fue transferido al Empoli F. C. Aunque el club anunció el fichaje sin más preámbulos, los agentes del jugador informaron que la transferencia la hizo Juventus F. C. y que la llegada al Empoli era una cesión. Su debut fue en una victoria en liga contra el Pescara.
En febrero de 2017, se trasladó al equipo juvenil de la Juventus, en el que jugó dieciocho partidos y dio seis asistencias. En agosto, fue cedido con opción de compra al Girondins de Burdeos, y no jugó ningún partido. Esa misma temporada, fue transferido a préstamo al Paraná Clube, donde hizo su debut el 10 de febrero de 2018, en una victoria por 3 a 0 frente a Prudentópolis en el campeonato regional. Después de no tener un buen rendimiento allí, se reintegró al equipo juvenil de la Juventus.
En abril de 2019 debutó en el primer equipo en un derbi de Italia, en la Serie A. Este fue el primero de los tres encuentros que disputó en la Juventus, antes de irse cedido al Dijon F. C. O. en agosto. El director deportivo de la Juventus, 
Fabio Paratici, dijo sobre el rendimiento del jugador en el campeonato italiano: «Matheus Pereira es un buen jugador, con calidad técnica, pero necesita un determinado tipo de juego para expresar su mejor nivel».
El 25 de enero de 2020 fue cedido con opción de compra al F. C. Barcelona. Se incorporó al filial dirigido por García Pimienta, donde estuvo dos años y medio y llegó a llevar el brazalete de capitán en alguno de sus últimos partidos.
El 12 de julio de 2022 fue traspasado a la S. D. Eibar, teniendo así la oportunidad de jugar en la Segunda División.

### Selección
En 2013 fue convocado por Caio Zanardi a la Copa de Naciones en México, de carácter amistoso, y al Sudamericano Sub-15, en el que Brasil perdió en primera ronda.
Fue parte de la selección sub-17 que ganó el Sudamericano Sub-17 de 2015. El jugador tuvo un rendimiento irregular, y fue criticado por su poca tolerancia ante errores de sus compañeros y su falta de compromiso en el juego.
Para la Copa Mundial de Fútbol Sub-17 de Chile, se asignó como seleccionador a Carlos Amadeu, que no convocó a la mayoría del plantel campeón del Sudamericano, entre ellos, Pereira.

### Participaciones en Sudamericanos
| Competición                 | Sede     | Resultado      |
| --------------------------- | -------- | -------------- |
| Sudamericano Sub-15 de 2013 | Bolivia  | Fase de grupos |
| Sudamericano Sub-17 de 2015 | Paraguay | Campeón        |

## Estadísticas

### Clubes
Actualizado al último partido disputado el 21 de septiembre de 2024.
| Club | Div.          | Temporada     | Liga  | Liga  | Liga   | Copas nacionales(1) | Copas nacionales(1) | Copas nacionales(1) | Torneos internacionales(2) | Torneos internacionales(2) | Torneos internacionales(2) | Total | Total | Total  |
| Club | Div.          | Temporada     | Part. | Goles | Asist. | Part.               | Goles               | Asist.              | Part.                      | Goles                      | Asist.                     | Part. | Goles | Asist. |
| --- | ------------- | ------------- | ----- | ----- | ------ | ------------------- | ------------------- | ------------------- | -------------------------- | -------------------------- | -------------------------- | ----- | ----- | ------ |
| S. C. Corinthians · Brasil | 1.ª           | 2015          | 1     | 0     | 0      | 1                   | 0                   | 0                   | —                          | —                          | —                          | 2     | 0     | 0      |
| S. C. Corinthians · Brasil | Total club    | Total club    | 1     | 0     | 0      | 1                   | 0                   | 0                   | —                          | —                          | —                          | 2     | 0     | 0      |
| Empoli F. C. · Italia | 1.ª           | 2016-17       | 1     | 0     | 0      | 1                   | 0                   | 0                   | —                          | —                          | —                          | 2     | 0     | 0      |
| Empoli F. C. · Italia | Total club    | Total club    | 1     | 0     | 0      | 1                   | 0                   | 0                   | —                          | —                          | —                          | 2     | 0     | 0      |
| Juventus de Turín "B" · Italia | 1.ª "B"       | 2017          | 13    | 0     | 5      | —                   | —                   | —                   | 5                          | 0                          | 1                          | 18    | 0     | 6      |
| Juventus de Turín "B" · Italia | Total club    | Total club    | 13    | 0     | 5      | —                   | —                   | —                   | 5                          | 0                          | 1                          | 18    | 0     | 6      |
| Paraná Clube · Brasil | 1.ª           | 2018          | 2     | 0     | 0      | 5                   | 0                   | 0                   | —                          | —                          | —                          | 7     | 0     | 0      |
| Paraná Clube · Brasil | Total club    | Total club    | 2     | 0     | 0      | 5                   | 0                   | 0                   | —                          | —                          | —                          | 7     | 0     | 0      |
| Juventus de Turín "B" · Italia | 3.ª           | 2018-19       | 24    | 5     | 5      | —                   | —                   | —                   | —                          | —                          | —                          | 24    | 5     | 5      |
| Juventus de Turín "B" · Italia | Total club    | Total club    | 24    | 5     | 5      | —                   | —                   | —                   | —                          | —                          | —                          | 24    | 5     | 5      |
| Juventus de Turín · Italia | 1.ª           | 2018-19       | 3     | 0     | 0      | 0                   | 0                   | 0                   | 0                          | 0                          | 0                          | 3     | 0     | 0      |
| Juventus de Turín · Italia | Total club    | Total club    | 3     | 0     | 0      | —                   | —                   | —                   | —                          | —                          | —                          | 3     | 0     | 0      |
| Dijon F. C. O. Francia | 1.ª           | 2019-20       | 10    | 0     | 0      | 0                   | 0                   | 0                   | —                          | —                          | —                          | 10    | 0     | 0      |
| Dijon F. C. O. Francia | Total club    | Total club    | 10    | 0     | 0      | —                   | —                   | —                   | —                          | —                          | —                          | 10    | 0     | 0      |
| Dijon II Francia | 5.ª           | 2019-20       | 1     | 0     | 0      | —                   | —                   | —                   | —                          | —                          | —                          | 1     | 0     | 0      |
| Dijon II Francia | Total club    | Total club    | 1     | 0     | 0      | —                   | —                   | —                   | —                          | —                          | —                          | 1     | 0     | 0      |
| F. C. Barcelona "B" · España | 2.ª "B"       | 2019-20       | 3     | 0     | 0      | —                   | —                   | —                   | —                          | —                          | —                          | 3     | 0     | 0      |
| F. C. Barcelona "B" · España | 2.ª "B"       | 2020-21       | 25    | 2     | 0      | —                   | —                   | —                   | —                          | —                          | —                          | 25    | 2     | 0      |
| F. C. Barcelona "B" · España | 1.ª RFEF      | 2021-22       | 36    | 5     | 2      | —                   | —                   | —                   | —                          | —                          | —                          | 36    | 5     | 2      |
| F. C. Barcelona "B" · España | Total club    | Total club    | 64    | 7     | 2      | —                   | —                   | —                   | —                          | —                          | —                          | 64    | 7     | 2      |
| S. D. Eibar · España | 2.ª           | 2022-23       | 41    | 2     | 2      | 2                   | 0                   | 0                   | —                          | —                          | —                          | 43    | 2     | 2      |
| S. D. Eibar · España | 2.ª           | 2023-24       | 42    | 1     | 7      | 1                   | 0                   | 0                   | —                          | —                          | —                          | 43    | 1     | 7      |
| S. D. Eibar · España | 2.ª           | 2024-25       | 7     | 1     | 0      | 0                   | 0                   | 0                   | —                          | —                          | —                          | 7     | 1     | 0      |
| S. D. Eibar · España | Total club    | Total club    | 90    | 4     | 9      | 3                   | 0                   | 0                   | 0                          | 0                          | 0                          | 93    | 4     | 9      |
| Total carrera | Total carrera | Total carrera | 209   | 16    | 21     | 10                  | 0                   | 0                   | 5                          | 0                          | 1                          | 224   | 16    | 22     |
| (1) Incluye datos de la Campeonato Paulista, Copa de Italia, Copa de Francia y Copa de la Liga de Francia. (2) Incluye datos de la Liga Juvenil de la UEFA y Torneo de Viareggio. |               |               |       |       |        |                     |                     |                     |                            |                            |                            |       |       |        |

## Palmarés

### Campeonatos nacionales
| Título               | Club              | País   | Año  |
| -------------------- | ----------------- | ------ | ---- |
| Campeonato Brasileño | S. C. Corinthians | Brasil | 2015 |

### Campeonatos internacionales
| Título                   | Club (*)            | Sede     | Año  |
| ------------------------ | ------------------- | -------- | ---- |
| Mundial Sub-17 de Clubes | S. C. Corinthians   | Madrid   | 2015 |
| Sudamericano Sub-17      | Selección de Brasil | Paraguay | 2015 |

(*) Incluida la selección. 

### Distinciones
| Distinción                                                                      | Año  |
| ------------------------------------------------------------------------------- | ---- |
| Mejor jugador de la Lion City Cup.                                              | 2013 |
| Mejor jugador del Mundial Sub-17 de Clubes.                                     | 2015 |
| Parte de los 50 mejores jugadores del mundo para The Guardian (categoría 1998). | 2015 |